# 데이노갈레릭스
데이노갈레릭스(학명: Deinogalerix)는 진무맹장목 고슴도치과 털고슴도치아과에 속하는 멸종된 신생대 포유류의 일종으로, 지금으로부터 700-1,000만 년 전 마이오세 후기에 번성했을 것으로 보인다. 현재의 이탈리아 지역에 분포하였으며 1972년 첫 화석 표본이 발견되었다.

## 하위 종
- D. brevirostris
- D. freudenthali
- D. intermedius
- D. koenigswaldi[2]
- D. minor
- D. masinii[3][4]
- D. samniticus[5]